# Wykked Wytch
Gli Wykked Wytch sono un gruppo musicale statunitense formatosi nel 1994 a Philadelphia, in Pennsylvania.

## Storia del gruppo
Gli Wykked Wytch pubblicarono il loro primo album nel settembre del 1996 per la propria etichetta chiamata Cauldron Records. L'album, che si intitolava Something Wykked This Way Comes ebbe un buon successo di critica soprattutto negli Stati Uniti, portandolo così ad essere scritturati dall'etichetta inglese Demolition Records, che ripubblicò l'album precedente con due bonus track.
La band vide comunque un periodo di crisi, che li portò alla pubblicazione del loro secondo album dal titolo Angelic Vengeance con una formazione e la registrazione del disco presso la Damage Studios di Ventimiglia. Alla batteria compariva John Rae della band inglese Pain Control e la produzione artistica fu affidata a Kit Woolven (Cradle of Filth, Anathema) e la masterizzazione a Jim Morris (Cannibal Corpse, Death) presso il Morrisound Studios di Tampa in Florida. All'album, che uscì nel 2001 seguì poi un tour europeo. Sempre in questo periodo la band si unì al tour Hell Comes To Your Town 2 che li vedeva accompagnare le band Kreator, Sodom e Destruction.
Nel 2002 la band di Ipek e Gio Geraca iniziò a lavorare, prima alla demo del nuovo album dal titolo Nefret presso l'Audiohammer Studios di Orlando in Florida con l'ingegnere del suono Jason Suecof (Trivium, Devildriver) e il batterista Richard Christy (Death, Iced Earth, The Howard Stern Show), poi al vero e proprio album, registrato allo Studio 13 di Deerfield Beach che vide la produzione di Jeremy Staska (Marilyn Manson, Poison the Well). All'album seguì poi il videoclip della traccia The Soul Awaits. A lavoro completato l'album uscì nel 2004 per la Demolition Records/Dreamcatcher Records. Nel tour che seguì, la band si trovò a suonare anche con band come Carpathian Forest, Tsjuder, E-Force, Six Feet Under, Nile, Dark Funeral, Dying Fetus e Catarac
Il loro quarto album fu invece registrato presso il Red Room Recorders di Tampa dall'ingegnere Mark Prator (Deicide, Obituary). L'album, che doveva inizialmente essere pubblicato dalla SixSixSix Records, venne autofinanziato dalla band nel 2008 dopo la rottura con l'etichetta, e distribuito tramite Perish Music Group.

## Formazione
- Ipek Warnock – voce
- Nate Poulson – chitarra, basso, programmazione
- Salvatore LoPresti – tastiera

## Discografia

### Album in studio
- 1996 – Something Wykked This Way Comes
- 2001 – Angelic Vengeance
- 2004 – Nefret
- 2008 – Memories of a Dying Whore
- 2012 – The Ultimate Deception

### Demo
- 2006 – Awakened